# Котловка (Аксубаевский район)
 Котловка  — поселок в Аксубаевском районе Татарстана. Входит в состав Трудолюбовского сельского поселения.

## География
Находится в южной части Татарстана на расстоянии приблизительно 19 км на юг-юго-запад по прямой от районного центра поселка Аксубаево.

## История
Основан в 1920-х годах.

## Население
Постоянных жителей было: в 1926—120, в 1938—173, в 1949—134, в 1958—171, в 1970—208, в 1979—148, в 1989 — 90, в 2002 году 71 (чуваши 86 %), в 2010 году 58.